# Juan Antonio López García
Juan Antonio López García (Irun, 9 de juny de 1936) és un exfutbolista basc de la dècada de 1960.

## Trajectòria
Formà part dels clubs Umore Ona i Beasain, destacant més endavant al Deportivo Alaves a segona divisió. La temporada 1957-58 fou incorporat a l'Athletic Club, on hi romangué durant cinc temporades. Mai fou titular de l'equip essent suplent de Carmelo Cedrún. Fou campió de Copa la temporada 1957-58. L'any 1962 fitxà pel RCD Espanyol, on jugà dues temporades, en les quals assolí un ascens a primera. Finalitzà la seva carrera al Recreativo de Huelva.

## Palmarès
- Copa espanyola:
  - 1957-58